# 84926 Marywalker
84926 Marywalker este un asteroid din centura principală de asteroizi.

## Descriere
84926 Marywalker este un asteroid din centura principală de asteroizi. A fost descoperit pe 16 noiembrie 2003 în cadrul proiectului CSS. Asteroidul prezintă o orbită caracterizată de o semiaxă mare de 2,71 ua, o excentricitate de 0,10 și o înclinație de 7,5° în raport cu ecliptica.